# Holyhof

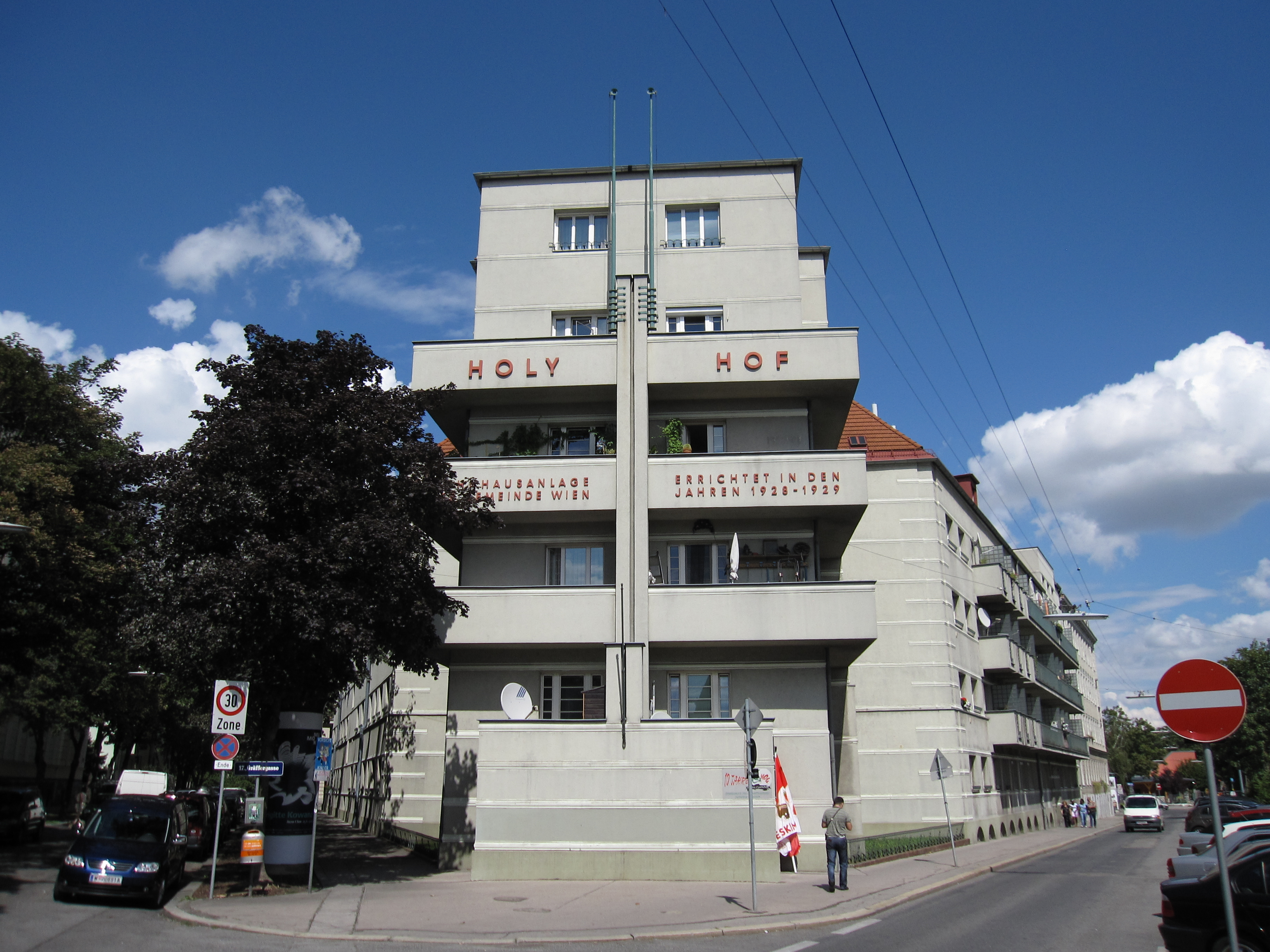
Der Holyhof (1928/9) von Rudolf Perco, vom Hernalser Bahnhofsplatz aus gesehen.

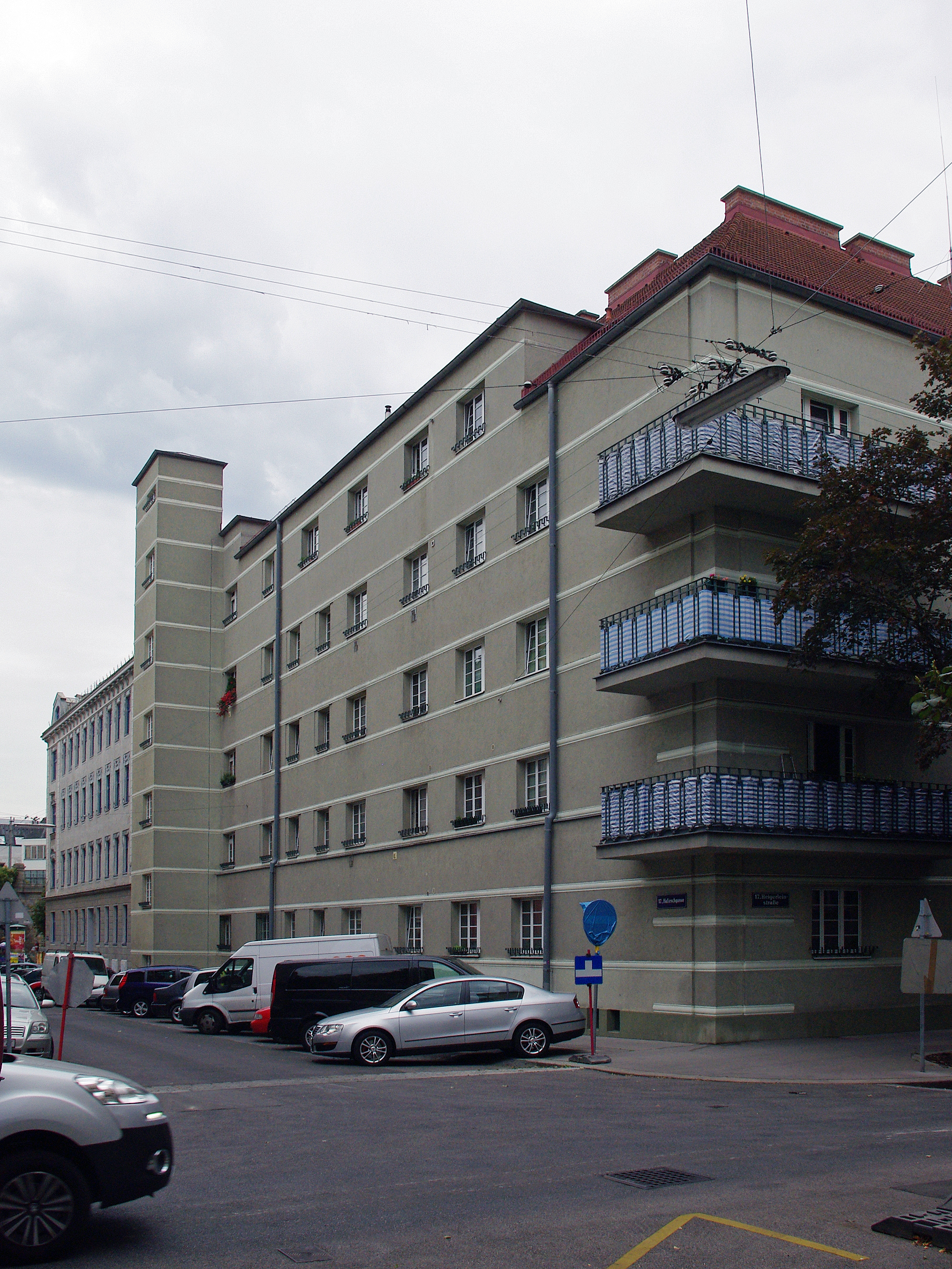
Die "Rückseite" des Holyhofs in der Halirschgasse.

Der Holyhof (auch Holy-Hof) ist ein Gemeindebau im 17. Wiener Gemeindebezirk Hernals.

## Geschichte
Der Holyhof wurde 1928/9 nach Plänen des Otto-Wagner-Schülers Rudolf Perco (1884–1942) am Frauenfeld errichtet, wo der Verfügbarkeit günstiger Baugründe wegen zur damaligen Zeit etliche kommunale Bauprojekte realisiert wurden (Wiedenhoferhof, Türkenritthof, Wohnhausanlage Balderichstraße, Eiflerhof). Der derzeit 103 Wohnungen zählende Wohnbau mit Adresse Heigerleinstraße 104 erhielt seinen jetzigen Namen nach einem im nahen Türkenritthof ermordeten Sozialdemokraten erst 1948.

## Architektur
Der Holyhof war der erste Auftrag für eine Wohnhausanlage, die Perco in alleiniger Verantwortung erhielt. Der zu Monumentalität und Gestenhaftigkeit neigende Perco begegnete der Herausforderung eines dreieckigen, teilweise bereits verbauten Grundstücks, indem er die Hauptfassade nicht auf Heigerleinstraße oder Halirschgasse, sondern als "Spitzfassade" mit übereck geführten Steinbalkons und einer turmartigen Überhöhung auf den Hernalser Bahnhofsplatz orientierte. Nach Fertigstellung des Holyhofs wurde Perco mit der alleinigen Planung des zweitgrößten kommunalen Wohnbaus des zwischenkriegszeitlichen Wiens, der Wohnhausanlage Friedrich-Engels-Platz (1929–33) beauftragt. In den 1950er Jahren kam es zu einem Dachausbau des Holyhofs. Eine Sockelsanierung wurde 1991/2 durchgeführt.